# Poneropsis pallida
Poneropsis pallida är en myrart som beskrevs av Oswald Heer 1867. Poneropsis pallida ingår i släktet Poneropsis och familjen myror. Inga underarter finns listade i Catalogue of Life.